# Bland, Missouri
Bland är en ort i Gasconade County i delstaten Missouri, USA.